# Festival international du film de Transylvanie
Pour les articles homonymes, voir TIFF.
Le Festival international du film de Transylvanie, également appelé en anglais Transilvania International Film Festival (TIFF) est un festival de cinéma qui se déroule annuellement à Cluj, en Transylvanie (Roumanie). La première édition du festival eut lieu en 2002. En dix ans le TIFF est devenu l'un des plus importants festivals de film de l'Europe centrale et de l'est. En février 2011 le TIFF a été accrédité par la FIAPF en tant que « festival de cinéma compétitif spécialisé dans les films réalisés par de nouveaux talents »,  Il a été l'une des rampes de lancement de plusieurs révélations de la nouvelle vague roumaine, tels Cristian Mungiu ou Corneliu Porumboiu.

## Histoire
Le TIFF a débuté fin mai 2002 à l'initiative d'une équipe de jeunes rassemblés (sous le nom d’Asociația Pentru Promovarea Filmului Românesc) autour de Tudor Giurgiu et de Mihai Chirilov.
Jusqu'à l'édition 2010, le TIFF a eu lieu fin mai. Cependant la dixième édition se déroulera à partir de 3 juin 2011.
Depuis 2007 une partie des films sélectionnés et projetés par le TIFF sont repris dans la ville de Sibiu, dans le cadre d'un projet itinérant appelé la « Caravane du TIFF ».

### Le festival aujourd'hui
Chaque année plus de 200 films sont projetés dans le cadre du TIFF. Le festival représente un important marché pour les professionnels du cinéma (producteurs, distributeurs etc.) de l'Europe de l'est. En 2010, le festival a été fréquenté par plus de 55 000 spectateurs.

## L'organisation du festival
Le festival comprend plusieurs sections dédiées aux longs et aux courts métrages sélectionnés par les organisateurs.
Plusieurs événements se déroulent autour du festival : des ateliers de création, des conférences et, bien sûr, des fêtes.

### Sections du festival
- La sélection officielle :
  - la compétition pour le Trophée Transilvania - longs métrages réalisés par des jeunes talents au début de leur carrière (les réalisateurs ayant fait plus de deux films ne peuvent pas s'inscrire dans la compétition)
  - Supernova - longs métrages ayant reçu de prix prestigieux au niveau international
  - Fără limită (« Sans limite ») - section dédiée aux films provocateurs et d'avant-garde
  - Umbre (« Ombres ») - longs et courts métrages fantastiques et d'épouvante
  - 3x3 - section rétrospective : trois films réalisés par trois réalisateurs canoniques
- Les sections parallèles créées par le Festival :
  - Zilele Filmului Românesc (« Journées du film roumain ») - section organisée en collaboration avec l'Institut culturel roumain ; la section se propose de présenter pendant trois jours les plus importantes premières roumaines de long et de court métrage
  - Courts métrages, documentaires etc.
- Les sections parallèles créées par un organisme extérieur :
  - Let's Go Digital - atelier de création et compétition
  - scénarios en compétition (long métrage et court métrage)

### Prix décernés
Liste des films ayant reçu le trophée Transilvania :
| Année | Film                                               | Réalisateur                       | Pays                                   |
| ----- | -------------------------------------------------- | --------------------------------- | -------------------------------------- |
| 2022  | Utama                                              | Alejandro Loayza Grisi            | Bolivie                                |
| 2021  | The Whaler Boy                                     | Philip Youriev                    | Russie                                 |
| 2020  | Babyteeth                                          | Shannon Murphy                    | Australie                              |
| 2019  | Monos                                              | Alejandro Landes                  | Colombie                               |
| 2018  | Les Héritières (Las herederas)                     | Marcelo Martinessi                | Paraguay                               |
| 2017  | Une famille heureuse (ჩემი ბედნიერი ოჯახი)         | Nana Ekvtimishvili et Simon Gross | Géorgie                                |
| 2016  | Dogs (Câini)                                       | Bogdan Mirică                     | Roumanie                               |
| 2015  | El incendio                                        | Juan Schnitman                    | Argentine                              |
| 2014  | Stockholm                                          | Rodrigo Sorogoyen                 | Espagne                                |
| 2013  | Ship of Theseus                                    | Anand Gandhi                      | Inde                                   |
| 2012  | Oslo, 31 août (Oslo, 31. august)                   | Joachim Trier                     | Norvège                                |
| 2011  | Sin retorno                                        | Miguel Cohan                      | Argentine/ Espagne                     |
| 2010  | Mundane History                                    | Anocha Suwichakornpong            | Thaïlande                              |
| 2009  | Policier, adjectif (Polițist, adjective)           | Corneliu Porumboiu                | Roumanie                               |
| 2009  | Nord                                               | Rune Denstad Langlo               | Norvège                                |
| 2008  | Intimidades de Shakespeare y Victor Hugo           | Yulene Olaizola                   | Mexique                                |
| 2007  | La sagrada familia                                 | Sebastian Campos                  | Chili                                  |
| 2006  | 12 h 08 à l'est de Bucarest (A fost sau n-a fost?) | Corneliu Porumboiu                | Roumanie                               |
| 2005  | 4                                                  | Ilya Khrjanovski                  | Russie                                 |
| 2005  | Whisky                                             | Juan Pablo Rebello et Pablo Stoll | Uruguay/ Argentine/ Allemagne/ Espagne |
| 2004  | Dias de Santiago                                   | Josue Mendez                      | Pérou                                  |
| 2003  | Nói l'albinos (Nói Albinói)                        | Dagur Kari                        | Islande                                |
| 2002  | Occident                                           | Cristian Mungiu                   | Roumanie                               |